# Victoriasøen
Victoriasøen eller Victoria Nyanza (også kendt som Ukerewe og Nalubaale) er den største sø i Afrika med et areal på 68.800 km². Det er samtidig den næststørste ferskvandssø i verden. Den største dybde er 84 m. Søen er kilde til Nilens længste gren, den Hvide nil. Søen ligger hævet over havets overflade i 1.133 meters højde og området er under administration af landene Tanzania, Uganda og Kenya. Søens kystlinje er på 3.440 km og den består af mere end 3000 øer – blandt andet det ugandiske turistmål, Ssese-øgruppen.

## Galleri
- Victoriasøen og Great Rift Valley
- Udvikling af befolkningens tæthed rundt om Victoriasøen

- Udvikling i befolkningstætheden omkring Victoriasøen
- Lokale sprog rundt om Victoriasøen

1°S 33°Ø / 1°S 33°Ø
|  | Infoboks uden skabelon Denne artikel har en infoboks dannet af en tabel eller tilsvarende. |